# جليكو كومشيتش
جليكو كومشيتش (مواليد 20 يناير 1964) هو سياسي بوسني وهو عضو في مجلس رئاسة البوسنة والهرسك ممثلاً عن الكروات.